# Kanton Val de Nouère
Val de Nouère is een kanton van het Franse departement Charente. Het kanton maakt deel uit van de arrondissementen Angoulême en (14) Cognac (9).
In 2019 telde het 21.004 inwoners.

Het kanton werd gevormd ingevolge het decreet van 20 februari 2014 met uitwerking op 22 maart 2015, met Linars als hoofdplaats.

## Gemeenten
Het kanton omvatte bij zijn vorming 30 gemeenten, namelijk geheel de opgeheven kantons Rouillac en Hiersac en één gemeente van kanton Saint-Amant-de-Boixe.
Op 1 januari 2016 werden de gemeenten Genac en Bignac samengevoegd tot de fusiegemeente (commune nouvelle)  Genac-Bignac.

Op 1 januari 2016 werden de gemeenten Plaizac, Sonneville en Rouillac samengevoegd tot de fusiegemeente (commune nouvelle)  Rouillac. Op 1 januari 2019 werd daar nog de gemeente Gourville aan toegevoegd.

Op 1 januari 2019 werden de gemeenten Anville, Auge-Saint-Médard, Bonneville en Montigné samengevoegd tot de fusiegemeente (commune nouvelle) Val-d'Auge.
Sindsdien omvat het kanton volgende 23 gemeenten
- Asnières-sur-Nouère
- Champmillon
- Courbillac
- Douzat
- Échallat
- Genac-Bignac.
- Hiersac
- Linars
- Marcillac-Lanville
- Mareuil
- Marsac
- Mons
- Moulidars
- Rouillac
- Saint-Amant-de-Nouère
- Saint-Cybardeaux
- Saint-Genis-d'Hiersac
- Saint-Saturnin
- Sireuil
- Trois-Palis
- Val-d'Auge.
- Vaux-Rouillac
- Vindelle